# Serguei Kostirko
Serguei Kostirko   (krai de Primórie, 25 de març de 1949 - 22 de març de 2024) va ser un crític literari, escriptor de prosa i assagista rus.
Va passar la seva infància a la ciutat d'Ussurisk, i acabà l'escola a la ciutat de Maloiaroslàvets (óblast de Kaluga). Llicenciat en filologia per la Universitat Pedagògica Estatal de Moscou, va ser, a més, membre del consell editorial de la revista literària Novi mir i editor de la versió digital de la mateixa publicació.
Va escriure més de 300 articles i crítiques per a nombroses revistes i pàgines web, on analitzà la situació de la literatura russa moderna. També va ser autor del llibre de prosa Shljagery proshlogo leta (1996, «Cançons de moda del darrer estiu») i de diversos relats de ficció apareguts en algunes de les publicacions russes més destacades. Pripadok i drugie istorii (2005, «L'atac i altres històries») i Spal'nyj rajon (2005, «La ciutat dormitori») Van ser els seus últims relats.